# المربك (صنعاء)

تعديل مصدري - تعديل

المربك هي إحدى قرى الجمهورية اليمنية. تتبع جغرافيا لمحافظة صنعاءو إداريًا لمديرية الطيال. يبلغ تعداد سكانها 1950 نسمة حسب الإحصاء الذي أجري عام 2004.
تعد قرية المربك من القرى الكبرى في مديرية الطيال مساحة وسكان، تشتهر بزراعة اللوز والعنب وكذلك أصناف الحبوب المختلفة
يقع بها جبل مذبح الذي يعد من أكبر الجبال بالجمهورية اليمنيه وكذالك يشتهر هذا الجبل بتواجد شجرة العرعر